# Mensonge (film)
Pour les articles homonymes, voir Mensonge (homonymie).
Pour plus de détails, voir Fiche technique et Distribution.
Mensonge est un film français de François Margolin sorti en 1992.

## Synopsis
Emma et Charles, journalistes parisiens, vivent ensemble depuis dix ans et sont parents d'un enfant de huit ans, Romain. Emma reçoit par la poste son test de grossesse indiquant également un test HIV positif.

## Fiche technique
- Titre : Mensonge
- Réalisation : François Margolin
- Scénario : François Margolin et Denis Saada
- Photographie : Caroline Champetier
- Musique : Jimmy Somerville
- Montage : Martine Giordano
- Montage son : Michel Klochendler
- Genre : drame
- Durée : 90 min
- Pays de production :  France
- Format : 35 mm en couleur
- Année de production : 1992
- Date de sortie :	
  - France : 10 février 1993

## Distribution
- Nathalie Baye : Emma
- Didier Sandre : Charles Melville
- Hélène Lapiower : Louise
- Marc Citti : Louis
- Dominique Besnehard : Rozenberg
- Christophe Bourseiller : Gégé
- Adrien Beau : Romain
- Louis Ducreux : le grand-père